# ارين بويد
ارين بويد (بالإنجليزية: Warren Boyd)‏ هو سباح أسترالي، ولد في 23 ديسمبر 1926 في سيدني في أستراليا.

## روابط خارجية
- ارين بويد على موقع الاتحاد الدولي للسباحة (الإنجليزية)
- ارين بويد على موقع أوليمبيديا (الإنجليزية)
- ارين بويد على موقع اللجنة الأولمبية الأسترالية (الإنجليزية)